# Mistrovství světa v ledním hokeji 2026
Mistrovství světa v ledním hokeji 2026 bude 89. mistrovství světa v ledním hokeji pořádané Mezinárodní federací ledního hokeje. Toto MS se bude konat ve Švýcarsku ve městech Curych a Fribourg. Dějiště šampionátu určil kongres IIHF v Tampere, který proběhl během mistrovství světa 2022. Mistrovství světa se do země helvétského kříže vrátí po 17 letech. Poslední šampionát se zde konal v roce 2009. Rovněž mělo Švýcarsko hostit hokejový svátek v roce 2020, ale kvůli pandemii covidu-19 se šampionát nekonal.
Stejně jako na předchozím Mistrovství světa v Dánsku a Švédsku platí i na tomto mistrovství zákaz startu pro reprezentace Ruska a Běloruska. Pro rok 2026 se z divize 1A kvalifikovaly týmy Velké Británie a Itálie.

## Výběr pořadatelské země
Švýcarsko bylo jediným kandidátem na pořádání 89. ročníku MS v ledním hokeji.
| Země      | Země      | Počet hlasů     | Počet hlasů     |
| --------- | --------- | --------------- | --------------- |
| Švýcarsko | Švýcarsko | Jediný kandidát | Jediný kandidát |

## Stadiony
| Curych           | Curych Fribourg | Fribourg        |
| Swiss Life Arena | Curych Fribourg | BCF Arena       |
| Kapacita: 11 200 | Curych Fribourg | Kapacita: 7 100 |
| ---------------- | --------------- | --------------- |

## Kvalifikované týmy
- Švýcarsko (automaticky jako pořadatel)
- Slovensko
- Slovinsko
- Česko
- Kanada
- USA
- Švédsko
- Finsko
- Německo
- Dánsko
- Lotyšsko
- Rakousko
- Norsko
- Maďarsko

Týmy postupující z divize I A:
- Spojené království
- Itálie

## Základní skupiny
| Skupina A – Curych | Skupina B – Fribourg |
| ------------------ | -------------------- |
| USA                | Kanada               |
| Švýcarsko          | Švédsko              |
| Finsko             | Česko                |
| Německo            | Dánsko               |
| Lotyšsko           | Slovensko            |
| Rakousko           | Norsko               |
| Maďarsko           | Slovinsko            |
| Velká Británie     | Itálie               |

Rusko a Bělorusko se MS opět neúčastní kvůli invazi na Ukrajinu.
Domácí Švýcarsko se rozhodlo prohodit USA a Kanadu.